# Mario Theissen
Mario Theissen (Monschau, 17 de agosto de 1952) es un ingeniero y dirigente deportivo alemán. Fue director de BMW Motorsport y jefe del equipo de Fórmula 1 BMW Sauber desde el año 2006 hasta 2009.
Después de graduarse en la Universidad RWTH de Aquisgrán con un doctorado en ingeniería mecánica, se unió a BMW en 1977. Se convirtió en el director de BMW Motorsport en abril de 1999.
BMW entró en la Fórmula 1 con un acuerdo de asociación con Williams F1 firmado en 1998, de modo que Theissen pasó a participar en la máxima categoría desde el año 2000. En 2001, BMW fue acreditado con tener el motor más poderoso de la parrilla. Los resultados, aunque buenos, no respondieron a tal calificación. BMW acabaría desvinculándose de la escudería inglesa y posteriormente, en 2006, compraría la escudería Sauber para iniciar su participación en la F1 bajo el nombre de BMW Sauber, cosechando buenos resultados bajo la dirección de Theissen.
Tras un 2007 en el que se revelaron como la tercera escudería del mundial, BMW consiguió su primera pole position (Baréin), su primera victoria y su primer doblete (Canadá) en la temporada 2008 gracias a Robert Kubica. 
Con la retirada de BMW de la máxima categoría al terminar el 2009, la escudería volvió a manos de Peter Sauber y Theissen prefirió seguir trabajando con la marca alemana, siendo su director de Motorsport hasta el 1 de julio de 2011.